# Fuchsia colensoi
Fuchsia colensoi är en dunörtsväxtart som beskrevs av Joseph Dalton Hooker. Fuchsia colensoi ingår i släktet fuchsior, och familjen dunörtsväxter. Inga underarter finns listade i Catalogue of Life.